# یاصف
یاصف (به لاتین: Yasif) یک منطقهٔ مسکونی در افغانستان است که در ولایت بدخشان واقع شده‌است.